# Kia K4 (2024)
Kia K4 – samochód osobowy klasy kompaktowej produkowany pod południowokoreańską marką Kia od 2024 roku.

## Historia i opis modelu

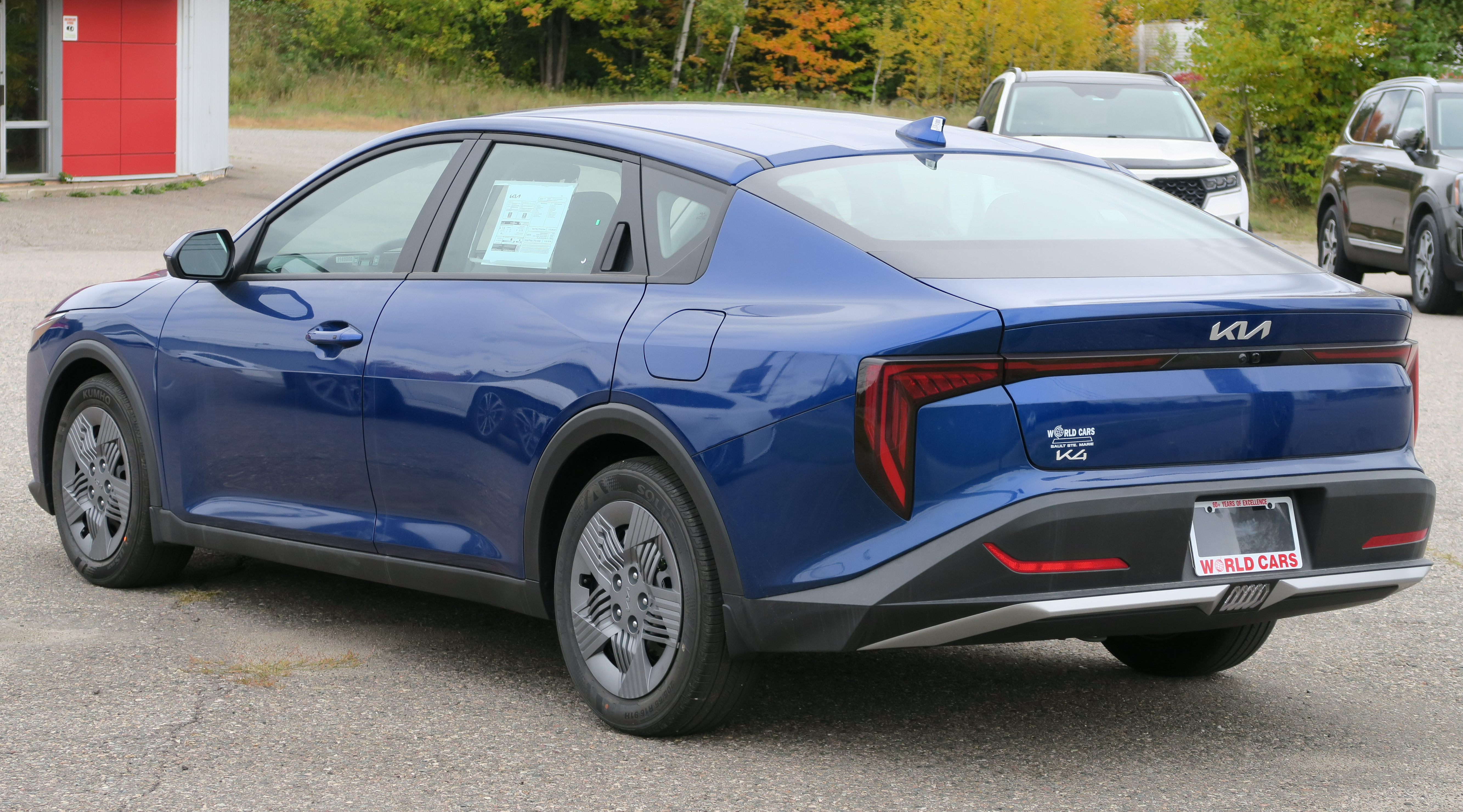
Kia K4 - tył

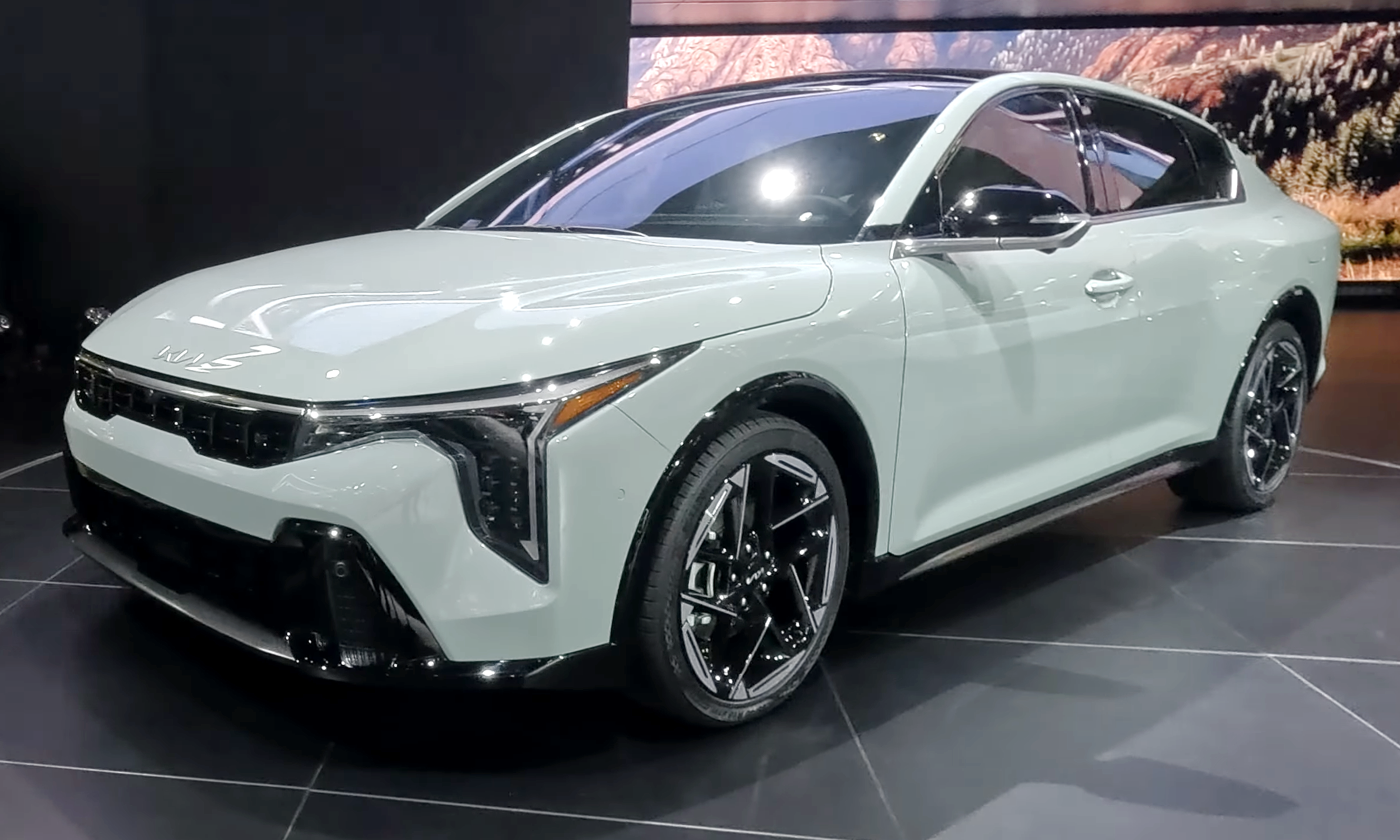
Kia K4 GT-Line

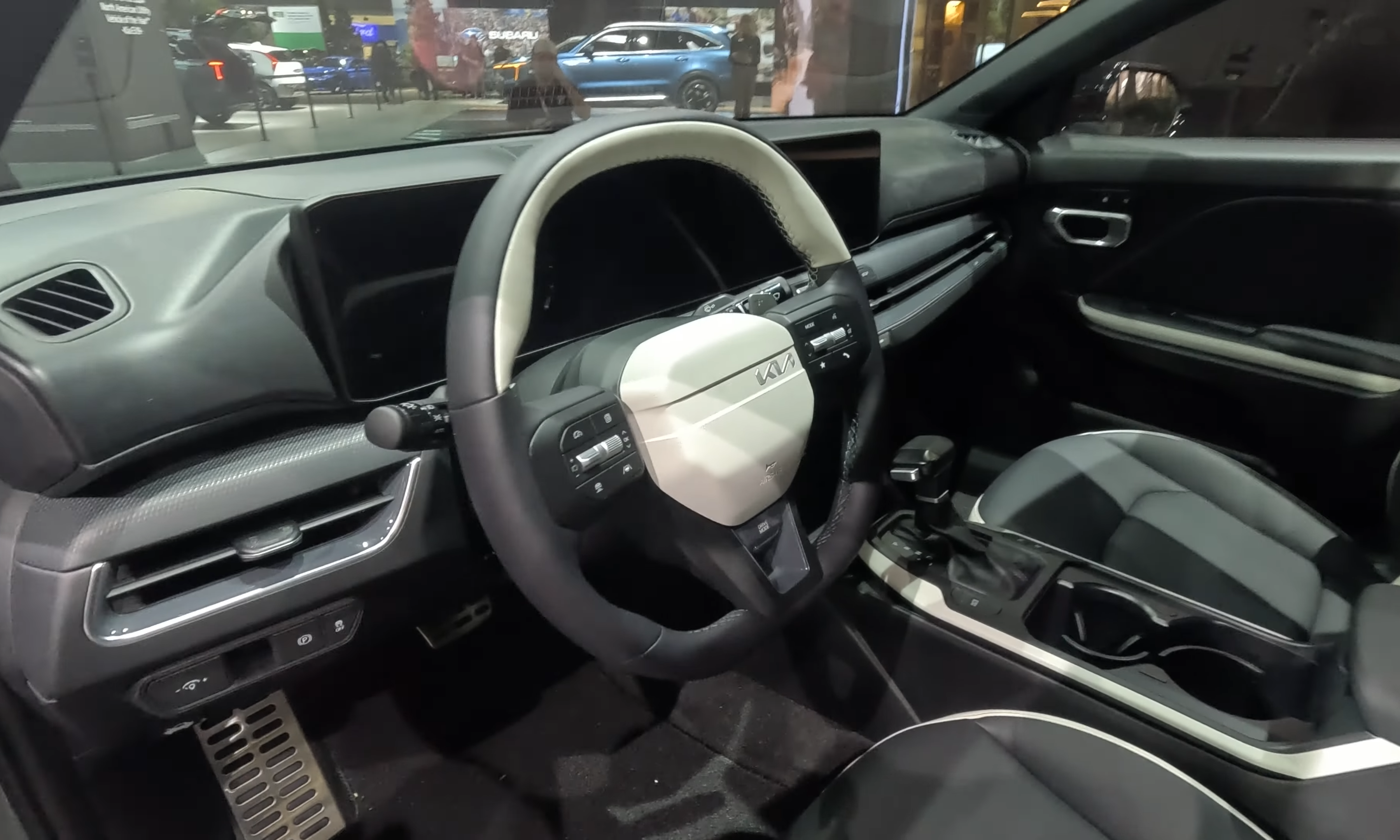
Kia K4 - kokpit

W marcu 2024 podczas New York Auto Show zaprezentowana została kolejna generacja globalnego samochodu kompaktowego Kii, który zastąpił linię modelową Cerato/Forte i porzucił dotychczasowe nazwy na rzecz jednego, alfanumerycznego K4. 
Samochód zadebiutował równolegle jako 4-drzwiowy sedan, jak i 5-drzwiowy hatchback, powstając według awangardowego i futurystycznego projektu autorstwa szefa zespołu projektowego Kii, Karima Habiba.  W ramach filozofii "Twist Logic", nadwozie o smukłej sylwetce pokryto licznymi ostrymi przetłoczeniami oraz motywem kwadratów, z nieregularnie poprowadzoną linią okien oraz charakterystycznymi, strzelistymi krawędziami reflektorów. Linię dachu poprowadzono w stylu nadwozi fastback, a klamki tylnych drzwi ukryto w słupku C. Dla kontrastu, wariant hatchback zyskał foremnie zakończone nadwozie, z detalem łączącym boczną linię szyb z klapą bagażnika.
Projekt kabiny pasażerskiej został oparty na prostym wzornictwie, łączącym nisko zabudowaną deskę rozdzielczą zwieńczoną zespolonym ze sobą panelem cyfrowych zegarów oraz centralnego, dotykowego ekranu systemu multimedialnego - oba o przekątnej 12,3 cala. Tuż pod nim znalazł się wąski panel z fizycznymi przyciskami, a wnętrze wzbogacił zestaw ambientowego oświetlenia. Samochód otrzymał nowy projekt koła kierownicy z charakterystycznie asymetryczną lokalizacją loga kierownicy, a wnętrze trafiło do sprzedaży w 4 kolorach: brązowym, szarym, zielonym lub czarnym.
Do napędu Kii K4 przewidziano gamę składającą się wyłącznie z czterocylindrowych, benzynowych jednostek połączonych z automatycznymi przekładniami biegów. Podstawowy, 2-litrowy o mocy 145 KM, połączono z bezstopniową przekładnią CVT, a topowy, 1,6 litrowy o mocy 190 KM został wzbogacony turbodoładowaniem i klasyczną, 8-biegową hydrauliczną automatyczną skrzynią biegów.

### Sprzedaż
Podobnie jak poprzednik, tak i Kia K4 powstał z myślą o globalnych rynkach zbytu. Jednym z głównych regionów sprzedaży zostały Stany Zjednoczone, gdzie początek sprzedaży został wyznaczony na drugą połowę 2024 roku. Innym dużym rynkiem zbytu została m.in. Azja Wschodnia, Bliski Wschód i Australia. Samochód nie trafił do sprzedaży na rodzimym rynku południowokoreańskim, pozostawiając tamtejszą gamę Kii bez klasycznego kompaktowego samochodu po raz pierwszy w historii firmy.

### Silniki
- R4 1.6l T-GDi 121 KM
- R4 2.0l MPi 150 KM